# Лакниха
Лакниха — деревня в Великолукском районе Псковской области России. Входит в состав сельского поселения «Переслегинская волость».
Расположена на северо-западе района, на правом берегу реки Насва, в 24 км к северо-западу от райцентра Великие Луки и в 14 км к северу от волостного центра Переслегино.
Численность населения по оценке на 2000 год составляла 18 человек, на 2010 год — 10 человек.